# 低海龙
低海龙（学名：Syngnathus heptagonus），又名前鰭多環海龍、七角多環海龍、七角海龍、紅腹海龍，为海龙鱼科海龙属的鱼类。分布于新加坡、菲律宾、印度尼西亚以及南海等海域。體為暗灰綠色，頭部灰白色，腹部及尾鰭黑色，胸鰭和尾鰭很小，背鰭軟條22-30枚，體長可達15公分，棲息在河口或沿海河流下游，卵胎生，可作為觀賞魚。